# 高山信武
高山 信武（たかやま しのぶ、1906年〈明治39年〉10月24日 - 1987年〈昭和62年〉10月16日）は、日本の陸軍軍人、陸上自衛官。陸士39期首席、陸大47期首席。最終階級は陸軍大佐、陸将。

## 経歴
千葉県出身。農業・馬場伝吉の二男として生まれ、高山公通陸軍中将の養嗣子となる。松戸中学、仙台陸軍幼年学校、陸軍士官学校予科を経て、1927年（昭和2年）7月、陸軍士官学校（39期）を首席卒業。同年10月、砲兵少尉に任官し、横須賀重砲兵連隊付となる。1930年（昭和5年）11月、陸軍砲工学校高等科卒業。1935年（昭和10年）11月、陸軍大学校卒業（47期：首席）。
その後、横須賀重砲兵連隊中隊長、二・二六事件東京軍法会議判士、参謀本部作戦課の部員、ドイツ駐在、大本営兵站総監部参謀などを歴任。1945年（昭和20年）6月、陸軍大佐に昇進し、同年11月、予備役に編入となった。
戦後は公職追放となり、復員庁第1復員局総務課長、厚生省引揚援護庁復員業務部長を経て、1952年（昭和27年）7月、警察予備隊に入隊。1953年（昭和28年）8月16日、保安大学校幹事。陸上自衛隊では、陸上幕僚監部第5部長。1956年（昭和31年）8月16日、陸将に昇任し統合幕僚会議事務局長、1959年（昭和34年）3月17日から第1管区総監、1960年（昭和35年）8月1日から北部方面総監、1962年（昭和37年）3月12日から陸上幕僚副長を勤め、1964年（昭和39年）4月1日、退官。

## エピソード
- 秀才の誉れ高く、陸軍士官学校と陸軍大学校を共に首席で卒業した。
- 1940年（昭和15年）末、参謀本部作戦課に在籍中、山下奉文中将を団長とする独伊軍事視察団に参加。シベリア経由でベルリンに向かう。そのときアドルフ・ヒトラーと会見し握手をしている。
- 1941年（昭和16年）7月初頭、当時の参謀本部作戦課長の服部卓四郎に、対ソ早期開戦案を強く主張している。
- 1942年（昭和17年）1月中旬、田中新一作戦部長の特命により、バターン半島攻略の督戦と作戦指導のためマニラに飛んでいる。第65旅団長奈良晃少将の戦闘司令所を訪問し、実情を把握した高山は、参謀本部に対し急遽兵力の増援を要請したとされる。
- 陸上幕僚監部第5部長時代、アメリカ陸軍で最難関とされるレンジャー課程 (Ranger School) を陸上自衛隊に導入すべく、柴田繁1尉（陸士59期）および首藤愛明2尉（陸士61期）の2名を派米してレンジャー課程に入校させたのち、1956年より、両名を教官として富士学校共通教育部内にレンジャー研究課程を設置した[2]。

## 親族
- 妻 高山マサ子 臼井国（海軍中将）の娘

## 栄典
- 1976年（昭和51年）11月3日： 勲二等瑞宝章受章[3]。
- 1987年（昭和62年）10月16日：逝去、叙・正四位[4]。

## 著作

### 著書
- 『参謀本部作戦課　作戦論争の実相と反省』芙蓉書房、1978年、新版1985年
  - 『参謀本部作戦課の大東亜戦争』芙蓉書房出版、2001年
- 『続・陸軍大学校』芙蓉書房、1978年（正は共編著、1973年）
  - 『陸軍大学校の戦略・戦術教育』芙蓉書房出版、新版2002年
- 『昭和名将録（一）』芙蓉書房、1979年
- 『昭和名将録（二）』芙蓉書房、1980年
- 『服部卓四郎と辻政信』芙蓉書房、1980年、新版1985年
  - 『二人の参謀　服部卓四郎と辻政信』芙蓉書房出版、1999年
- 『いまなぜ防衛か』芙蓉書房、1982年

### 監修
- 芙蓉書房プロジェクトチーム編『婦人自衛官 - その生活と意見』芙蓉書房、1982年。